# Liste des œuvres d'art des Hauts-de-Seine
Cet article vise à recenser les œuvres d'art dans l'espace public dans les Hauts-de-Seine, en France.

## Liste
Les œuvres sont classées par ordre alphabétique de communes et, au sein de celles-ci, par ordre chronologique d'installation, dans la mesure des informations disponibles.

### Sculptures
| Œuvre                                                       | Auteur                               | Commune              | Localisation                                      | Notes                                             | Installation                                      | Coordonnées                                       | Illustration                                                |
| ----------------------------------------------------------- | ------------------------------------ | -------------------- | ------------------------------------------------- | ------------------------------------------------- | ------------------------------------------------- | ------------------------------------------------- | ----------------------------------------------------------- |
| Monument au Général Leclerc                                 | Jean et Joël Martel                  | Antony               | Avenue de la Division-Leclerc                     |                                                   | À déterminer                                      | à géolocaliser                                    | Image manquante                                             |
| Cheval des lumières                                         | Arnaud Kasper                        | Asnières-sur-Seine   | Château d'Asnières                                |                                                   | À déterminer                                      | à géolocaliser                                    | Image manquante                                             |
| Fontaine aux Cygnes                                         | Marcel Loyau                         | Boulogne-Billancourt | Sur la place Denfert-Rochereau                    |                                                   | À déterminer                                      | à géolocaliser                                    | Fontaine aux Cygnes                                         |
| Neptune                                                     | À déterminer                         | Boulogne-Billancourt | Sur la place des Ailes                            |                                                   | À déterminer                                      | à géolocaliser                                    | Image manquante                                             |
| Statue d'André Theuriet                                     | Charles Théodore Perron              | Bourg-la-Reine       | À déterminer                                      | Représente André Theuriet.                        | À déterminer                                      | à géolocaliser                                    | Statue d'André Theuriet                                     |
| Hommage à Salvador Allende                                  | Karl-Jean Longuet                    | Châtenay-Malabry     | Dans le parc Léonard de Vinci                     |                                                   | 1984                                              | 48° 45′ 54″ nord, 2° 15′ 06″ est                  | Image manquante                                             |
| Sans titre                                                  | Emmanuelle Villard                   | Châtenay-Malabry     | Pôle culturel                                     |                                                   | 2008                                              | à géolocaliser                                    | Image manquante                                             |
| Toilette de la jeune fille                                  | Raphaël-Charles Peyre                | Courbevoie           | Dans le square Jean-Mermoz                        |                                                   | À déterminer                                      | à géolocaliser                                    | Image manquante                                             |
| WAM                                                         | Tjeerd Alkema, Lydie Chauvac         | Gennevilliers        | Dans le square Mozart                             |                                                   | 1991                                              | à géolocaliser                                    | Image manquante                                             |
|                                                             |                                      | Issy-les-Moulineaux  | Voir Liste des œuvres d'art d'Issy-les-Moulineaux | Voir Liste des œuvres d'art d'Issy-les-Moulineaux | Voir Liste des œuvres d'art d'Issy-les-Moulineaux | Voir Liste des œuvres d'art d'Issy-les-Moulineaux | Voir Liste des œuvres d'art d'Issy-les-Moulineaux           |
|                                                             |                                      | La Défense           | Voir liste des œuvres d'art de la Défense         | Voir liste des œuvres d'art de la Défense         | Voir liste des œuvres d'art de la Défense         | Voir liste des œuvres d'art de la Défense         | Voir liste des œuvres d'art de la Défense                   |
| L'Espoir                                                    | Francoise Voledda                    | Levallois-Perret     | Dans le parc de la Planchette                     |                                                   | À déterminer                                      | à géolocaliser                                    | Image manquante                                             |
| L'Essor                                                     | Paul Chaune                          | Levallois-Perret     | Sur la place de la République                     |                                                   | À déterminer                                      | à géolocaliser                                    | Image manquante                                             |
| Il Giorno e la Notte                                        | Maurizio Toffoletti                  | Levallois-Perret     | Quai Michelet                                     |                                                   | 1985                                              | à géolocaliser                                    | Image manquante                                             |
| Statue de Louise Michel                                     | Émile Derré                          | Levallois-Perret     | À déterminer                                      | Représente Louise Michel.                         | 1906                                              | à géolocaliser                                    | Statue de Louise Michel                                     |
| Marcel Cerdan                                               | Lyle Barcey                          | Levallois-Perret     | Rue Marcel-Cerdan                                 |                                                   | À déterminer                                      | à géolocaliser                                    | Image manquante                                             |
| Monument au capitaine Braun et au maréchal des logis Martin | À déterminer                         | Levallois-Perret     | Dans le parc de la Planchette                     |                                                   | À déterminer                                      | 48° 53′ 45″ nord, 2° 17′ 09″ est                  | Monument au capitaine Braun et au maréchal des logis Martin |
| Monument à Maryse Hilsz                                     | À déterminer                         | Levallois-Perret     | Dans le parc de la Planchette                     |                                                   | À déterminer                                      | à géolocaliser                                    | Image manquante                                             |
| Monument aux taxis de Levallois                             | Maurizio Toffoletti                  | Levallois-Perret     | Sur la place du 11-Novembre-1918                  |                                                   | À déterminer                                      | à géolocaliser                                    | Image manquante                                             |
| Sans titre                                                  | Maurizio Toffoletti                  | Levallois-Perret     | Quai Michelet                                     |                                                   | À déterminer                                      | à géolocaliser                                    | Image manquante                                             |
| Scala celeste                                               | Maurizio Toffoletti                  | Levallois-Perret     | Quai Michelet                                     |                                                   | 2003                                              | à géolocaliser                                    | Image manquante                                             |
| Scultura sonora                                             | Maurizio Toffoletti                  | Levallois-Perret     | Quai Michelet                                     |                                                   | 2004                                              | à géolocaliser                                    | Image manquante                                             |
| Scultura sonora                                             | Maurizio Toffoletti                  | Levallois-Perret     | Quai Michelet                                     |                                                   | 2003                                              | à géolocaliser                                    | Image manquante                                             |
| Silène ivre                                                 | À déterminer                         | Levallois-Perret     | Sur la place de la République                     |                                                   | À déterminer                                      | à géolocaliser                                    | Image manquante                                             |
| Statue                                                      | À déterminer                         | Levallois-Perret     | Dans le square Chaptal                            |                                                   | À déterminer                                      | à géolocaliser                                    | Image manquante                                             |
| Statue                                                      | À déterminer                         | Levallois-Perret     | Dans le parc de la Planchette                     |                                                   | À déterminer                                      | à géolocaliser                                    | Statue                                                      |
| Monument à l'escadrille Lafayette                           | Marcel Renard et Ernest Henri Dubois | Marnes-la-Coquette   | À déterminer                                      |                                                   | À déterminer                                      | à géolocaliser                                    | Image manquante                                             |
| Buste de Louis Pasteur                                      | À déterminer                         | Marnes-la-Coquette   | À déterminer                                      | Représente Louis Pasteur.                         | À déterminer                                      | à géolocaliser                                    | Buste de Louis Pasteur                                      |
| Tympan du temple                                            | Stephan Buxin                        | Meudon               | 14 rue du Bassin                                  | Aussi deux petits bas-reliefs à l'intérieur.      | 1960                                              | 48° 49′ 11″ nord, 2° 13′ 23″ est                  | Tympan du temple de Meudon                                  |
| Statue de Nicolas Boileau                                   | Hippolyte Maindron                   | Montrouge            | Sur la place Émile-Cresp                          | Représente Nicolas Boileau.                       | À déterminer                                      | 48° 49′ 08″ nord, 2° 19′ 09″ est                  | Statue de Nicolas Boileau                                   |
| Monument à Coluche                                          | Guillaume Werle                      | Montrouge            | À déterminer                                      |                                                   | À déterminer                                      | à géolocaliser                                    | Image manquante                                             |
| Dignité                                                     | Charles Théodore Perron              | Montrouge            | Angle des avenues de la République et de Verdun   |                                                   | À déterminer                                      | 48° 48′ 43″ nord, 2° 18′ 57″ est                  | Dignité                                                     |
| Statue d'Antoine Lavoisier                                  | Auguste Ottin                        | Montrouge            | Sur la place Émile-Cresp                          | Représente Antoine Lavoisier.                     | À déterminer                                      | 48° 49′ 08″ nord, 2° 19′ 11″ est                  | Statue d'Antoine Lavoisier                                  |
| Statue de Molière                                           | Armand Toussaint                     | Montrouge            | Sur la place Émile-Cresp                          | Représente Molière.                               | À déterminer                                      | 48° 49′ 07″ nord, 2° 19′ 10″ est                  | Statue de Molière                                           |
| Statue de Denis Papin                                       | Célestin-Anatole Calmels             | Montrouge            | Sur la place Émile-Cresp                          | Représente Denis Papin.                           | À déterminer                                      | 48° 49′ 08″ nord, 2° 19′ 10″ est                  | Statue de Denis Papin                                       |
| Médaillon de Robert Schuman                                 | À déterminer                         | Montrouge            | Dans le square Robert-Schuman                     | Représente Robert Schuman.                        | À déterminer                                      | 48° 49′ 05″ nord, 2° 19′ 12″ est                  | Médaillon de Robert Schuman                                 |
| Le beau temps pourchassant la tempête                       | Apel·les Fenosa                      | Nanterre             | 51 rue Salvador-Allende                           |                                                   | À déterminer                                      | à géolocaliser                                    | Image manquante                                             |
| L'Envol                                                     | À déterminer                         | Nanterre             | 105 rue des Trois-Fontanots                       |                                                   | À déterminer                                      | à géolocaliser                                    | Image manquante                                             |
| Giga la Vie                                                 | Jean-Charles de Castelbajac          | Nanterre             | Dans le parc André-Malraux                        |                                                   | 1994                                              | à géolocaliser                                    | Image manquante                                             |
| La Rotonde                                                  | Claude Torricini                     | Nanterre             | Dans le square le Corbusier                       |                                                   | À déterminer                                      | à géolocaliser                                    | Image manquante                                             |
| Statue                                                      | À déterminer                         | Nanterre             | Dans le parc des Anciennes Mairies                |                                                   | À déterminer                                      | 48° 53′ 28″ nord, 2° 11′ 49″ est                  | Statue                                                      |
| Statue de Jean-Rodolphe Perronet                            | À déterminer                         | Neuilly-sur-Seine    | Île de Puteaux                                    | Représente Jean-Rodolphe Perronet.                | À déterminer                                      | à géolocaliser                                    | Statue de Jean-Rodolphe Perronet                            |
| Sisyphe                                                     | Hans Marks                           | Neuilly-sur-Seine    | Avenue Charles-de-Gaulle                          |                                                   | 1993                                              | à géolocaliser                                    | Image manquante                                             |
| Baigneuse                                                   | Jean-Louis Toutain                   | Puteaux              | Piscine du palais des sports                      |                                                   | À déterminer                                      | à géolocaliser                                    | Image manquante                                             |
| Courrier du cœur                                            | Jean-Louis Toutain                   | Puteaux              | À déterminer                                      |                                                   | À déterminer                                      | à géolocaliser                                    | Image manquante                                             |
| L'Athlète                                                   | Gaston Cadenat                       | Puteaux              | Palais des sports                                 |                                                   | À déterminer                                      | à géolocaliser                                    | Image manquante                                             |
| Otaries                                                     | Jean-Louis Toutain                   | Puteaux              | Piscine du palais des sports                      |                                                   | À déterminer                                      | à géolocaliser                                    | Image manquante                                             |
| Virtuo-Roller                                               | Jean-Louis Toutain                   | Puteaux              | À déterminer                                      |                                                   | À déterminer                                      | à géolocaliser                                    | Image manquante                                             |
| Statue de Joséphine de Beauharnais                          | Vital Gabriel Dubray                 | Rueil-Malmaison      | Dans le parc du château de Bois-Préau             | Représente Joséphine de Beauharnais.              | À déterminer                                      | 48° 52′ 28″ nord, 2° 10′ 33″ est                  | Statue de Joséphine de Beauharnais                          |
| Mémorial des volontaires danois                             | À déterminer                         | Rueil-Malmaison      | À déterminer                                      |                                                   | À déterminer                                      | à géolocaliser                                    | Mémorial des volontaires danois                             |
| Statue                                                      | À déterminer                         | Rueil-Malmaison      | Dans le parc du château de la Petite Malmaison    |                                                   | À déterminer                                      | à géolocaliser                                    | Statue                                                      |
| La France couronnant l'Art et l'Industrie                   | Élias Robert, Georges Diebolt        | Saint-Cloud          | Dans le parc de Saint-Cloud                       |                                                   | 1900                                              | à géolocaliser                                    | La France couronnant l'Art et l'Industrie                   |
| Monument à Albert Santos Dumont                             | Georges Colin                        | Saint-Cloud          | À déterminer                                      |                                                   | 1932                                              | 48° 51′ 24″ nord, 2° 13′ 12″ est                  | Monument à Albert Santos Dumont                             |
| Statue                                                      | À déterminer                         | Saint-Cloud          | Jardin des Avelines                               |                                                   | À déterminer                                      | à géolocaliser                                    | Statue                                                      |
| When Joris Ivens meets Hraesvelgr                           | Bryan McCormack                      | Saint-Cloud          | À déterminer                                      |                                                   | 2010                                              | à géolocaliser                                    | Image manquante                                             |
| Aube                                                        | René Letourneur                      | Sceaux               | Dans le parc de Sceaux                            |                                                   | 2007                                              | à géolocaliser                                    | Image manquante                                             |
| Crépuscule                                                  | René Letourneur                      | Sceaux               | Dans le parc de Sceaux                            |                                                   | 2007                                              | à géolocaliser                                    | Image manquante                                             |
| Gladiateur Borghèse (copie)                                 | À déterminer                         | Sceaux               | Dans le parc de Sceaux                            |                                                   | À déterminer                                      | à géolocaliser                                    | Image manquante                                             |
| Mascarons                                                   | Auguste Rodin                        | Sceaux               | Dans le parc de Sceaux                            |                                                   | 1878                                              | à géolocaliser                                    | Image manquante                                             |
| Lucile se coiffant                                          | Stephan Buxin                        | Sèvres               | Dans le square Carrier-Belleuse                   | Réalisé en 1983.                                  | 1991                                              | 48° 49′ 30,5″ nord, 2° 12′ 58,6″ est              | Lucile se coiffant                                          |
| Fontaine d'amour                                            | Stephan Buxin                        | Sèvres               | Escalier de la Fontaine d'amour                   | Également appelée Sandrine.                       | 1989                                              | 48° 49′ 17″ nord, 2° 12′ 19,5″ est                | Fontaine d'amour                                            |
| Monument à Gambetta                                         | Auguste Bartholdi                    | Sèvres               | Rue des Jardies                                   |                                                   | À déterminer                                      | à géolocaliser                                    | Image manquante                                             |
| Sans titre                                                  | Marc Couturier                       | Sèvres               | Dans le parc de Saint-Cloud                       |                                                   | 1991                                              | à géolocaliser                                    | Image manquante                                             |
| Sans titre                                                  | Guy Lartigue                         | Sèvres               | Sur la place du 11-Novembre                       |                                                   | 1983                                              | 48° 49′ 25″ nord, 2° 12′ 32″ est                  | Image manquante                                             |
| Sirène et Triton                                            | Gustave Crauk                        | Sèvres               | Dans le square Carrier-Belleuse                   |                                                   | À déterminer                                      | à géolocaliser                                    | Image manquante                                             |
| Monument à Henri Sellier                                    | Maurice Saulo                        | Suresnes             | À déterminer                                      |                                                   | 1962                                              | à géolocaliser                                    | Image manquante                                             |
| Monument à Jean Monnet                                      | Inconnu                              | Vanves               | Dans le square Jean Monnet                        |                                                   | À déterminer                                      | 48° 49′ 11″ nord, 2° 17′ 18″ est                  | Image manquante                                             |
| L'athlète de Ville d'Avray                                  | Stephan Buxin                        | Ville d'Avray        | Stade de Ville d'Avray                            |                                                   | 1970                                              | 48° 49′ 29″ nord, 2° 11′ 22″ est                  | Image manquante                                             |

### Monuments aux morts
| Œuvre                                                      | Auteur                  | Commune              | Localisation                     | Notes | Installation | Coordonnées                      | Illustration                                                       |
| ---------------------------------------------------------- | ----------------------- | -------------------- | -------------------------------- | ----- | ------------ | -------------------------------- | ------------------------------------------------------------------ |
| Monument aux morts                                         | Paul Landowski          | Boulogne-Billancourt | Dans le cimetière de Billancourt |       | 1924         | à géolocaliser                   | Image manquante                                                    |
| Monument aux martyrs de la Déportation et de la Résistance | À déterminer            | Nanterre             | À déterminer                     |       | À déterminer | à géolocaliser                   | Image manquante                                                    |
| Monument aux morts de la Première Guerre mondiale          | Charles Théodore Perron | Rueil-Malmaison      | À déterminer                     |       | À déterminer | 48° 52′ 40″ nord, 2° 10′ 54″ est | Monument aux morts de la Première Guerre mondiale, Rueil-Malmaison |

### Fontaines
| Œuvre                         | Auteur          | Commune  | Localisation                      | Notes | Installation | Coordonnées                      | Illustration                  |
| ----------------------------- | --------------- | -------- | --------------------------------- | ----- | ------------ | -------------------------------- | ----------------------------- |
| Fontaine de la Croix de Berny | À déterminer    | Antony   | Sur la place du Général-de-Gaulle |       | À déterminer | 48° 45′ 49″ nord, 2° 18′ 33″ est | Fontaine de la Croix de Berny |
| Fontaine aux orchidées        | Monique Arradon | Nanterre | Avenue des Champs-Pierreux        |       | À déterminer | à géolocaliser                   | Image manquante               |

### Œuvres disparues ou retirées
| Œuvre | Auteur | Commune | Localisation | Notes | Installation | Coordonnées | Illustration |
| ----- | ------ | ------- | ------------ | ----- | ------------ | ----------- | ------------ |